# C--
C-- é uma linguagem de programação intermediária projetada para ser emitida por compiladores. Seu objetivo é desempenhar uma função que normalmente é desempenhada pela linguagem de programação C ou por linguagem de montagem. A sua sintaxe é baseada na da linguagem C, e o seu nome sugere que a linguagem é quase um subconjunto de C, assim como C++ é quase um superconjunto de C.
A linguagem omite ou provê de maneira diferente certas características da linguagem C como funções variádicas e certos aspectos do sistema de tipos de C.
C-- é uma plataforma de destino do Glasgow Haskell Compiler, e deve eventualmente se tornar a principal plataforma. Alguns dos desenvolvedores de C--, como Simon Peyton Jones, também trabalham no Glasgow Haskell Compiler. O desenvolvimento é baseado no Microsoft Research em Cambridge, embora C-- não seja um projeto Microsoft. C-- é de código aberto, e o seu código está disponível ao público.